# Símbolo del manat azerbaiyano

El símbolo del manat azerbaiyano diseñado por Robert Kalina.

El símbolo del manat azerbaiyano (₼; en azerí: Azərbaycan manatı; código: AZN) es el símbolo monetario del manat azerbaiyano. En Unicode, está codificado como U+20BC ₼ . La forma es una versión redondeada de la letra latina minúscula "m".

## Historia
Cuando Azerbaiyán obtuvo su independencia tras la disolución de la Unión Soviética en 1991, puso en circulación su propia moneda nacional, el manat azerbaiyano, y la necesidad de un signo monetario se hizo evidente de inmediato. Sin embargo, pasarían 15 años antes de que Azerbaiyán decidiera diseñar un signo monetario para el manat azerbaiyano y pasarían 22 años antes de que Azerbaiyán introdujera realmente el signo monetario para el manat azerbaiyano.
Los nuevos billetes de manat azerbaiyano y el símbolo del manat azerbaiyano, ₼, fueron diseñados por Robert Kalina en 2006, y el símbolo se añadió a Unicode (U+20BC) en 2013, después de propuestas de adición fallidas entre 2008 y 2011. El diseño del símbolo del manat azerbaiyano se inspiró en el diseño del símbolo del euro (€), basado en una propuesta inicial de Mykyta Yevstifeyev, y se asemeja a un símbolo del euro de una sola barra girado 90° en el sentido de las agujas del reloj. El símbolo del manat se muestra a la derecha de la cantidad en azerí y ruso.

## Esquema
El símbolo "₼" es una letra latina "m" minúscula estilizada en forma de semicírculo atravesado por una línea vertical o diagonal. El estilo específico depende de la fuente utilizada para mostrar el símbolo en cada billete.